# Liuhequan
Il liuhequan (六合拳, "pugilato delle sei combinazioni o corrispondenze", più spesso tradotto come "pugilato delle sei armonie") è uno stile di arti marziali cinesi che viene classificato come Changquan. Ricordiamo anche che 
(Essentials of Chinese Wushu)

## Introduzione
Il termine liuhequan, come accade anche per altri nomi delle arti marziali cinesi, può indicare cose differenti, che però, per gli intrecci che presentano, creano confusione e ne diventa difficile se non impossibile una sistematizzazione.
Ci si riferisce ad esempio agli stili differenti che possono rientrare sotto questo nome a diverso titolo: il Botou Liuhequan, lo Xinyi Liuhequan, il Liuhe Bafaquan ed il Liuhe Tanglangquan. I primi due in particolare presentano rapporti significativi. Sebbene sembrerebbe che dal punto di vista tecnico non vi siano elementi in comune, dal punto di vista culturale abbiamo parecchie analogie: sia lo stile di Botou che lo Xinyi sono ritenuti stili praticati a Shaolin; le altre ambiguità sono collegate al fatto che lo Xinyi Liuhequan è considerato una corrente dello Xingyiquan, se non addirittura esserne lo stile di origine; di conseguenza' siccome c'è chi racconta che Yue Fei è il fondatore del Potou Liuhequan, proprio come è credenza comune per lo Xingyiquan, si crea una interessante convergenza leggendaria; anche la figura di Liu Dekuan aumenta la possibile confusione, infatti egli è stato oltre che praticante di Botou Liuhequan, un celebre praticante di Xingyiquan.
Se ciò non bastasse esistono anche sequenze di altri stili chiamate Liuhequan, come accade per lo Shaolinquan.
Nonostante queste analogie, nei dizionari i vari stili vengono distinti chiaramente, come fanno ad esempio Duan Ping e Zheng Shouzhi che scrivono una voce sul Liuhequan, una sullo Xinyiquan, una sul Liuhe Tanglangquan.

## Le sei armonie
Tutti gli stili che abbiamo descritto sopra, ed anche molti altri con nomi differenti, si richiamano al concetto di sei combinazioni (六合T, 六合S,  liùhé P,  liu he W), spesso tradotto con sei armonie.
Duan Ping e Zheng Shouzhi affermano che questo nome è usato con differenti significati a seconda del contesto in cui è utilizzato. Secondo l'enciclopedia di Baidu quello più comunemente adoperato nel Wushu è la unione di tre combinazioni interne (內三合T, 内三合S,  nèisānhé P,  nei san he W) con tre combinazioni esterne (外三合T, 外三合S,  wàisānhé P,  wai san he W):
- Le tre combinazioni interne sono: 1)cuore (xin,心) e pensiero (yi,意) combinati,2) pensiero (yi,意) e Qi (气) combinati, 3)Qi (气) e forza (li,力) combinati.
- Le tre combinazioni esterne sono:1) mani (shou,手) e piedi (zu,足) combinati, 2) gomiti (zhou, 肘) e ginocchia (xi,膝) combinati, 3) spalle (jian, 肩) e anche (kua,胯) combinate.

Sulle tre combinazioni esterne sia Duan Ping e Zheng Shouzhi che Carmona forniscono una teoria differente. Carmona in particolare descrive queste correlazioni: 1)il corpo (shen,身) e le mani (shou,手) combinati, 2) le mani (shou,手) ed i piedi (zu,足) combinati, 3) i piedi (zu,足) e le anche (kua,胯) combinate. Duan Ping e Zheng Shouzhi si limitano a spiegare che le tre combinazioni esterne coinvolgono mani (shou,手), occhi (yan,眼) e corpo (shen,身), e tre combinazioni interne coinvolgono energia (jing,精), Qi (气) e spirito (shen,神).
Sempre Duan Ping e Zheng Shouzhi affermano che lo Xinyi Liuhequan ed il Liuhe Tanglangquan si basano sulla teoria delle tre combinazioni interne e delle tre combinazioni esterne riproponendole allo stesso modo dell'enciclopedia di Baidu.

### Nel liuhequan
Per quanto riguarda il Liuhequan invece si afferma che è caratterizzato dall'integrazione di mani e piedi, interno ed esterno, attacco e difesa.
L'articolo Liuhequan Jianjie riporta anche per il Liuhequan le sei armonie divise in interne ed esterne come descritte nell'enciclopedia di Baidu. Questo articolo spiega anche che lo stile utilizza il Liuhejin (六合劲, forza delle sei combinazioni) che si concretizza se vengono realizzate queste Sei Combinazioni:emettere (fa,发) e piedi (jiao,脚); sostenere (cheng,撑) e gambe (tui,腿); scagliarsi (chong,冲) e fianchi (kua,胯); torcere (ning, 拧) e anche (yao,腰); accompagnare (song,送) e spalle (jian,肩); aprire (kai,开) e mani(shou,手).
Altre associazioni dello Stile Liuhequan alle sei combinazioni sono fornite dall'enciclopedia dell'Istituto Confucio: la prima è relativa a sei direzioni spaziali, cioè est (dong,东),ovest (xi,西),sud (nan,南), nord (bei,北), sopra (shang,上) e sotto (xia,下); la seconda è relativa ai movimenti che si avvantaggerebbero di particolari coordinazioni, cioè le mani (shou,手) coordinate con gli occhi (yan,眼), i passi (bu,步) con il corpo (shen,身), la saggezza (zhi,智) con la forza (li,力).

## Botou liuhequan e sue ramificazioni

### La storia
Wan Laisheng fa risalire il Liuhequan al tempio Shaolin considerandolo una branca dello Shaolinquan appartenente alla Weituomen (韦陀门).
Spesso viene utilizzato anche il nome Liuhemen (六合门, Scuola Liuhe)
I primi documenti storici riguardo a questo stile risalgono alla dinastia Ming.
Si racconta che lo stile venne insegnato nella zona di Botou (泊头), nell'area sud della contea di Cangxian, nella provincia di Hebei, da un famoso maestro di nome Zhang Ming (张明) a Cao Zhenpeng (曹振朋). Cao Zhenpeng trasmise lo stile al proprio figlio, Cao Shou (曹寿), che a sua volta lo insegnò a Shi Jinke (石金可), Shi Changchun (石长春) e Zhang Maolong (张茂龙).
Secondo gli Annali di Arti Marziali di Cangzhou (Cangzhou Wushuzhi, 沧州武术志) durante il regno di Wanli (万历) della Dinastia Ming, un guerriero errante che si chiamava Zhang Ming si ammalò mentre era di passaggio nel villaggio Balizhuang (八里庄) nell'area amministrativa di Botou (泊头) e venne ospitato da Cao Zhenpeng, un abitante del luogo. In seguito Zhang Ming insegnò a Cao Zhenpeng il Liuhequan.

### Le branche dello stile
Il Taiping Institute individua e dà un nome a svariate ramificazioni dello stile.
- Siccome l'insegnamento di Shi Jinke fu molto importante per la diffusione e la notorietà dello stile, il Liuhequan diffuso oggi nell'area di Botou è conosciuto come Shijia Liuhequan (Liuhequan della famiglia Shi, 石家六合拳). Questo ne è un lignaggio parziale[19]: Zhang Ming (张明) → Cao Zhenpeng (曹振朋) → Cao Shou (曹寿) → Shi Jinke (石金可), Shi Changchun (石长春) e Zhang Maolong (张茂龙)

Nell'area di Cangxian sono conosciuti altri tre lignaggi:
- Lijia Liuhequan (famiglia Li, 李家六合拳),
- Tianjia Liuhequan (famiglia Tian, 田家六合拳),
- Wujia Liuhequan (famiglia Wu, 吴家六合拳).
- Gli allievi di Liu Dekuan (刘德宽) hanno costituito la Scuola di Pechino di Liuhequan (北京六合拳, Beijing Liuhequan);
- in seguito Wan Laisheng (万籁声) ha creato lo Ziran Liuhequan (自然六合拳) da questa scuola e dalle sue altre esperienze marziali in particolare nello Ziranmen (自然门).

Grazie a queste scuole oggi il Liuhequan è molto diffuso, in particolare in Hebei, a Shanghai, a Pechino, in Fujian, ecc.
L'articolo Liuhequan Chuancheng le suddivisioni dello stile assumerebbero altri nomi legati alle località dove si sono diffuse.
- Il Botou Liuhequan 泊头六合拳, ramo originario dello stile. Questo ne è il lignaggio da cui si dipartono tutti gli altri: Zhang Ming (张明) →  Cao Zhenpeng (曹振朋) → Cao Shou(曹寿) → Shi Jinke (石金可) → Shi Jinsheng (石金省) → Shi Jinliang (石金良) → Shi Guangqi (石光起) → Shi Tongding (石同鼎). Questo può essere identificato con il ramo della famiglia Shi.
- Il Cangzhou Liuhequan 沧州六合拳 ramo portato a Cangzhou da Li Guanming (李冠铭), Tian Kuijun (田奎春) e Wu Fengming (吴凤鸣) che determinano rispettivamente tre differenti scuole, cioè il ramo della famiglia Li, il ramo della famiglia Tian ed infine il ramo della famiglia Wu. Questo è il lignaggio del Lijia Liuhequan : Shi Jinke (石金可) o Chu Wentai (楚文泰） → Li Guanming 李冠铭  →  Li Fenggang (李凤岗)  →  Li Qinglin (李庆临). Questo è il lignaggio del Tianjia Liuhequan: Shi Jinke (石金可) → Tian kuichun (田奎春) → Tong Cun (佟存) → Tong Zhongyi (佟忠义). Questo, infine , è il lignaggio del Wujia Liuhequan:Shi Jinsheng (石金省) → Wu Fengming (吴凤鸣) → Wang Shaofu (王少孚) → Wang Binrong (王斌荣).
- Il Beijing Liuhequan 北京六合拳. Eccone un lignaggio: Tian kuichun (田奎春) → Liu Dekuan (刘德宽) → Liu Caichen (刘彩臣) → Ma Yuqing (马玉清) → Zhang Guosen (张国森).
- Lo Shanghai Liuhequan 上海六合拳 è stato portato a Shanghai da Tong Zhongyi(佟忠义) che lo ha tramandato a Tong Peiyun (佟佩云).
- Il Fujian Liuhequan 福建六合拳. il maestro Zhao Xinzhou (赵鑫洲）allievo di Liu Dekuan, della ramificazione di Pechino lo ha insegnato al famoso Wan Laisheng (万籁声), il quale a sua volta lo ha trasmesso a Hong Zhengfu (洪正福).
- Il Dongguang Liuhequan 东光六合拳 è stato trasmesso da Shi Jinliang (石金良） a An Qinghe (安庆合) che a sua volta lo ha insegnato a Wang Lianqi (王连起).
- Il Lanzhou Liuhequan 兰州六合拳 insegnato da Shi Jinliang (石金良） a Jia Lihe (贾立河).
- Il Zhuhai Liuhequan 珠海六合拳 insegnato da Shi Tongding (石同鼎) a Li Shiwen (李世文).
- Il Taiwan Liuhequan 台湾六合拳 trasmesso da Tong Zhongyi (佟忠义) a Li Yuanzhi (李元智).
- Lo Hongkong Liuhequan 香港六合拳 tramandato da Liu Caichen (刘彩臣) a Huang Xuanting (黄宣庭).

Vengono anche citati un ramo Francese, un ramo Olandese ed uno Italiano. Il primo è stato tramandato da Wan Laisheng a Liang Chaochun (梁超群), il secondo ed il terzo appartengono al ramo di Hong Kong nel lignaggio di Huan Xuanting (黄宣庭) che lo ha insegnato rispettivamente a Zhang Bingcan (张炳粲) e a Deng Jixiang (邓吉祥).
Carmona racconta che durante il regno di Daoguang un certo Cao insegnò a Li Guanming di Cangzhou, che a sua volta insegnò a Wang Dianlang, che trasmise lo stile Dong Zongyi. Come si vede queste informazioni differiscono dalle altre in questa pagina.

### Personaggi famosi
Oltre a Liu Dekuan hanno praticato questo stile altri personaggi famosi:
- Wang Zhengyi (王正谊) conosciuto come Alabarda dei 5 re (Dadao Wang Wu 大刀王五).
- Tong Zhongyi (佟忠义)
- Wang Ziping (王子平) famosissimo sia presso lo Zhongyang Guoshu Guan che in seguito nella fondazione del Wushu Moderno o sportivo, tra gli innumerevoli stili praticati contava anche il Liuhequan.
- Wan Laisheng (万籁声)

### I taolu
Sia Wu Bin, Li Xingdong e Yu Gongbao, che la voce Liuhequan dell'enciclopedia dell'Istituto Confucio riportano che le sequenze di questo stile imitano l'aspetto del drago (long,龙), della tigre (hu,虎), della gru (he,鹤), del coniglio (tu,兔) e della scimmia (hou,猴), cioè le Cinque Forme (wuxing, 五形): muoviti come un drago che cammina (dong ru xinglong 动如行龙); tranquillo come una tigre accovacciata (ding ru wohu, 定如卧虎); rapido come un'astuta lepre (xun ru jiaotou, 迅如狡兔); flessibile come una scimmia antropomorfa (灵如猿猴); temerario come una gru tra le nuvole (qing ru yunhe 轻如云鹤).
Inoltre affermano che le forme di Liuhequan si eseguono nelle direzioni degli Otto Trigrammi (八卦).
Queste le sequenze elencate in Botou Liuhequan Shu Zhen
- A mano nuda (tushou) : 2 Liuhequan (六合拳),cioè Qiansitang (前四趟) e Housitang 后四趟) ; 2 Yingmenpao (迎门炮), cioè Qiansitang (前四趟) e Housitang 后四趟) ;  Xingmen Bashi (行门八势); Huilongquan (回龙拳); Meihuaquan (梅花拳);  Wuhuapao (五花炮); Bazhequan (八折拳); Guangdongquan (关东拳[24]); Guangxiquan (关西拳); Liujiashi (六家势); Shibatang Jiedaquan (十八趟截打拳); Liuhe Duanchui (六合短锤); Xuanfeng Zhang (旋风掌); ecc.
- Con le armi: Liuhe daqiang (六合大枪); Liuhe Huaqiang (六合花枪);Shier Lianhuanqiang (十二连环枪); Meihuaqiang (梅花枪);Yibai Danbaqiang (一百单八枪);2 Chunqiu Dadao春秋大刀, cioè Qiansitang (前四趟) e Housitang (后四趟); Liuhe dandao (六合单刀);  Babu Lianhuandao (八步连环刀);Fengmu Lianhuandao (风目连环刀);Ruyi Lianhuandao (如意连环刀); Shier Lianhuandao (十二连环刀); Jinbi Lianhuandao (金臂连环刀); Liuhejian (六合剑);Baxianjian (八仙剑);Yucangjian (鱼藏剑); Xingzhebang (行者棒); Liuhe shuangdao (六合双刀);Liuhe shuangjian (六合双剑);Liuhe Shuanggou (六合双钩); shuangchui (双锤);Yueyayue (月牙钺).
- Duilian a mano nuda e con armi: Liuhequan Duilian (六合拳对练), Liuhe Dui Pidao (六合对劈刀), Shuangdao jin Qiang (双刀进枪), Dandao jin Qiang (单刀进枪), Dandao dui Shuangqiang (单刀对双枪)， Sanjiegun jin Qiang (三节棍进枪9， Sanjiegun dui Shuangqiang (三节棍对双枪)， Dadao jin Qiang (大刀进枪)， Dadao dui Laohubian (大刀对老虎鞭)， Shou Shaozi dui Sanjiegun (手捎子对三节棍)， Shou Sahozi dui Gun (手捎子对棍)， Liuhegun Duilian (六合棍对练)， Shuangshou dai Jin Qiang (双手带进枪), ecc.

Altri riportano anche:
- a mano nuda: Liuhe Tantui (六合弹腿, Shierlu Tantui); Zachui (砸锤); Paochui (炮锤); Liuhe Lianhuanquan (六合连环拳), Meihuabian (梅花变); Silu Kaoda (四路靠打);Huagongquan; Xingquan (行拳); Xinglongquan (行龙拳).
- Duilian o esercizi in coppia a mano nuda : Xiaoshou (小手); Goushou (钩手); Caishou (); Zashou (砸手); Qinna shou (擒拿手); Shuai shou (摔手).
- Con le armi: Liuhe kandao (六合砍刀); Wuxingjian (五行剑); Kunwujian (); Liuhe gun (六合棍); sanjiegun (三节棍); Sun Bin guai (孙宾拐);   Liuhe gou (六合钩);   Liuhe shuangqiang (六合双枪); Fang tian hua ji; ecc.
- Duilian o esercizi in coppia con armi: sanjiegun jin jian (三节棍进剑);Erlang duigun (二郎对棍); kongshou duo dao (空手夺刀); guai jin jian (拐进剑); gun jin qiang (棍进枪); ecc.

#### Video didattici
Una serie di VCD didattici sullo stile Liuhequan, dimostrata da Li Junde (李俊德), è stata prodotta da Renmin Tiyu Chubanshe人民体育出版社 nel 2005. Dal titolo Liuhequan Xilie 六合拳系列, presenta molte sequenze dello stile: Liuhequan Yilu 六合拳一路, Liuhequan Er'lu 六合拳二路, Guandongquan 关东拳, Huilongquan 回龙拳, Liuhe Paochui Er'lu 六合炮捶二路, Liuhe Zaquan Yilu 六合砸拳一路, Sanshiliu Dazhao 三十六大招, Liuhe duanbing Jiji Fa 六合短兵技击法, Liuhedao Er'lu 六合刀二路, Liuhe Bobudao 六合拨步刀, Liuhe Dandao Jin Qiang 六合单刀进枪 .

#### I taolu della scuola di Wan Laisheng
La ramificazione più prolifica nel descrivere con libri il Liuhequan è quella del Fujian creata da Wan Laisheng. Il Libro Shaolin Liuhemen che fa riferimento a tale ramificazione elencale seguenti sequenze: Liuhequan (六合拳) detto anche Liuhe Yiluquan (六合一路拳); Qinglongquan (青龙拳) detto anche Liuhe Erluquan (六合二路拳);Baxianjian (八仙剑) detta anche Liuhe Yilujian (六合一路剑); Fengfeng Jinchi Dandao (鳳风金翅单刀) detta anche Liuhe Yiludao (六合一路刀).

## Il libro di Yang Jinwen
Le due sequenze nel libro Liuhequan dette rispettivamente Liuhequan Diyilu (六合拳第一路) e Liuhequan Dierlu (六合拳第二路) non coincidono con le due sequenze a mano nuda descritte nel libro Shaolin Liuhemen, che citavamo a proposito di Wan Laisheng. Purtroppo non è dato sapere a che sistema appartengano.

## Xingyi Liuhequan Cuoyao
Nel 1929 viene dato alle stampe il libro di Zhu Guofu (朱国福) dal titolo Xingyi Liuhequan Cuoyao. Mentre la prima parte del libro è chiaramente legata allo Xingyiquan, la seconda descrive una forma detta Liuhe Changquan (六合长拳), la cui origine è misteriosa.

## I duilian dello shaolinquan
Con il nome Liuhequan nello Shaolinquan di moderna ricostruzione si indicano due sequenze di esercizi in coppia (Duilian).
Xu Qinyan indica cinque sequenze di Duilian di cui due sono Shaolin Liuhequan (少林六合拳) ed Erlu Shaolin Liuhequan (二路少林六合拳).
Deqian parla delle origini del Liuhequan affermando che esso è stato creato alla fine dell'epoca della dinastia Yuan da Jinnaluo Wang (紧那罗王). Ma si tratta dello stile o dei Duilian di Shaolin? Deqian presenta tre sequenze e spiega che queste forme sono state tramandate nelle varie epoche dai Monaci Guerrieri del tempio e nell'epoca repubblicana da Henglin (恒林), Miaoxing (妙兴) e Wu Sanlin (吴三林).
Gli affreschi della Sala del Vestito Bianco(Baiyidian, 白衣殿) del Tempio Shaolin rappresenterebbero il Liuhequan.

## Yuejiaquan liuhequan
Lo stile Yuejiaquan 岳家拳 possiede una sequenza chiamata 六合拳, tant'è che Zhang Yejin 张业金 la mostra in un VCD. Questo Taolu è descritto anche nell'articolo Yuejia Liuhequan Jiji Jianjie che , oltre ad associarlo alle solite tre combinazioni esterne e tre combinazioni interne, asserisce che esso è caratterizzato da cinque sommità (wufeng,五峯) e sei gomitate (liuzhou, 六肘)